# Palais Magnani
Le palais Magnani est l'un des palais de la ville de Bologne.
Sa construction par l'architecte Domenico Tibaldi commence en 1577, à sa mort en 1583 elle est reprise par Floriano Ambrosini qui a signé également la cheminée monumentale, ornée des statues de Mars et de Minerve de Gabriele Fiorini, supportant  la Ludi lupercali d'Annibale Carracci, et la statue d'Hercule également de Fiorini dont la figure représente le sénateur Lorenzo, commanditaire des Carrache, 
Dans la salle sénatoriale, sont toujours visibles des œuvres conservées les plus remarquables que sont les fresques de l'Histoire de la fondation de Rome de l'académie bolonaise des Incamminati des frères Carrache, Lodovico  et Annibale.
Le palais fut transmis en 1797 aux Guidotti, qui le vendirent ensuite au milieu du XIXe siècle à  Malvezzi Campeggi, qui apposa ses armoiries sur la façade. Les Salem l'habitèrent ensuite au milieu du XXe siècle. Il est aujourd'hui le siège de la direction générale de la Unicredit Banca.